# Horch 14-17 PS
La Horch 14/17 PS era un'autovettura prodotta dal 1903 al 1905 dalla Casa automobilistica tedesca Horch.

## Storia e profilo
Concepita nel difficile periodo compreso tra la breve attività della Horch a Reichenbach ed il definitivo trasloco a Zwickau, la 14/17 PS fu presentata a Lipsia nell'ottobre del 1903. Tale modello andava a sostituire la 10/12 PS, della quale volle proporsi come naturale evoluzione. Rispetto al modello precedente sostanziose furono le novità meccaniche, a partire dal nuovo motore biblocco a 4 cilindri da 2722 cm³ con potenza massima di 17 CV, motore che di lì a pochi mesi verrà proposto anche sulla più costosa 18/22 PS, sebbene in versione più potente. Sulla 14/17 PS, il nuovo motore da 2.7 litri andò invece a sostituire il precedente bicilindrico da 2.5 litri della 10/12 PS. L'accensione era ancora a magnete e la trasmissione era a cardano, con frizione a cono e cambio a 3 marce.

L'autotelaio era a longheroni in acciaio, uniti ed irrigiditi nella parte posteriore mediante una traversa ed appositi elementi ad U, mentre nella parte anteriore era proprio il motore ad occuparsi di tale compito, poiché il basamento era avvitato sui longheroni stessi. Le sospensioni erano a balestre semiellittiche davanti e a balestre a tre quarti dietro. L'impianto frenante prevedeva un freno di servizio che agiva sul cambio ed un freno di stazionamento sul retrotreno.

La vettura raggiungeva una velocità massima di 65 km/h e venne proposta sia come tonneau che come phaeton. La sua produzione terminò nel 1905, e la sua eredità fu raccolta dalla 11/22 PS, impiegata anche nelle competizioni.